# Albert Luque i Martos
Albert Luque Martos és un exfutbolista professional català nascut a Terrassa l'11 de març del 1978 que ocupava la posició de davanter i que actualment treballa al gabinet de Luis Rubiales a la Reial Federació Espanyola de Futbol.
Es formà a les categories inferiors primer del CD Can Parellada i després del FC Barcelona, d'on passà al RCD Mallorca i posteriorment al Deportivo de La Coruña. L'any 2005 fitxà pel Newcastle anglès i el 2007 per l'Ajax d'Amsterdam. Ha estat internacional amb la selecció catalana de futbol i amb la selecció espanyola (18 partits i 2 gols). Fou medalla d'argent als Jocs Olímpics de Sydney 2000 i participà en la Copa del Món de Futbol de 2002 i en l'Eurocopa 2004.

## Trajectòria esportiva
Luque passà pels següents clubs:
- FC Barcelona B: 1996–1997
- RCD Mallorca B: 1997-1998
- RCD Mallorca: 1998-1999
- Málaga CF: 1999-2000 (cedit)
- RCD Mallorca: 2000-2002
- Deportivo de La Coruña: 2002-2005
- Newcastle United: 2005-2007
- Ajax d'Amsterdam: 2007-2008
- Málaga CF: 2008-2011

## Selecció estatal
El seu debut es va produir el 7 de juny del 2002 en un partit que la selecció de futbol d'Espanya jugà contra Sud-àfrica a Jeonju (Corea del Sud), en la Copa del Món de Futbol de 2002, disputat a Corea del Sud i Japó.

## Selecció catalana
Va debutar amb la selecció catalana de Futbol el 28 de desembre del 2002 al Camp Nou contra la selecció de la Xina marcant un gol. En total, va marcar dos gols en tres partits amb el combinat.

## Palmarès
- Medalla d'argent als Jocs Olímpics de Sydney 2000[2]
- Copa Intertoto de la UEFA: 2006